# Hopeless Fountain Kingdom
Hopeless Fountain Kingdom este al doilea album de studio al cântăreței americane Halsey, lansat pe 2 iunie 2017 de către Astralwerks. Albumul a ajuns numărul unu în Billboard 200 la lansarea sa și conține single-urile "Now or Never", "Bad at Love", "Alone".

## Stilul muzical
Hopeless Fountain Kingdom este un album conceptual care se leagă de albumul său anterior Badlands, iar Halsey a explicat diferite paralele între versurile melodiilor din ambele albume. Halsey a sugerat de asemenea că ceva de pe album a fost inspirat de piesa Empty Gold de la debutul ei Room 93. Povestea și personajele lui Hopeless Fountain Kingdom sunt în mare parte inspirați de piesa lui William Shakespeare Romeo și Julieta, cu piesa de deschidere "The Prologue" vorbita de Halsey. Inspirația pentru album a venit eliminând o relație toxică.
Albumul este remarcat pentru schimbarea genurilor Romeo și Julieta și pentru relațiile de același sex. Principalul personaj este o femeie bisexuală numită Luna Aureum (Luna însemnând "luna"), iar interesul ei principal de dragoste este caracterul de sex masculin Solis Angelus (Solis însemnând "soarele"), cu referinte la interesele feminine în cântecele "Bad at Love"  și "Strangers", în care Lauren Jauregui este bisexuala.
Billboard a subliniat că titlul albumului ar putea fi numit după o adevărată fântână construită de fostul iubit al lui Halsey de pe stația Halsey Street a trenului L în Brooklyn. 
În videoclipul din spatele scenei pentru primul single, "Now or Never", Halsey a dezvăluit că Regatul Fântânilor fără speranță este un fel de purgatoriu pentru oamenii care sunt prea răi pentru cer, dar prea buni pentru iad. Luna și Solis se zvonește că sunt singurii doi oameni născuți în interiorul Regatului. Videoclipul pentru "Now or Never" a fost puternic influențat de adaptarea filmului Bazo Luhrmann din 1996 a piesei Romeo + Juliet.
Din punct de vedere muzical, Halsey a declarat că nu dorește ca primul ei album să fie un album radio și că, deși acest album are un sunet mult mai radio, ea se consideră încă un artist alternativ; Halsey a mai spus că este "mai mult decât capabilă să scrie muzică radio". Pentru acest album, Halsey a colaborat cu mai multi producători, printre care Greg Kurstin, Benny Blanco și Ricky Reed. Albumul este în principal înrădăcinat în muzica pop,  în special synth-pop.

## Promovare
Halsey a menționat albumul încă din 2014, postând "(și Regatul)" pe Twitter, iar în 2016, când a jucat în Madison Square Garden, a afișat pe ecran "mă puteți găsi în Regat". În februarie 2017, ea a invitat 100 de fani la Londra la o biserică pentru a auzi patru cantece noi din album.
În luna martie, mai multe conturi Twitter conectate la Halsey au început să aluzie la o poveste prezentă în album, aparent implicând două personaje numite Luna și Solis, aparținând a două case diferite numite Casa lui Aureum și Casa lui Angelus. Imediat după lansarea tweets-urilor, Halsey a început să trimită citate de la Romeo și Julieta fanilor. În prima melodie din album, "Prologue", Halsey recită liniile de început ale piesei. Povestea lui Luna și Solis în regatul Fântânii fără speranță are o influență semnificativă din Romeo și Julieta a lui William Shakespeare, în special adaptarea Romeo + Julieta bazată pe Baz Luhrmann. Halsey și Luhrmann vor fi mai târziu intervievați de Zane Lowe de la Beats 1 despre procesele lor de adaptare respective. 
Albumul a fost anunțat pe data de 7 martie 2017 prin contul lui Halsey, alături de o fotografie a unui trandafir, iar pe 23 martie a anunțat data lansării pe 2 iunie 2017. 
Pentru a elibera coperta albumului, ea a avut o vanatoare de scafandri la nivel mondial, in cazul in care USB miniaturizat in forma de arma au fost ascunse in 9 orase din intreaga lume cu bucati din coperta albumului. Când au fost găsite toate piesele, au dezvăluit coperta albumului împreună cu anunțul primului single "Now or Never". 
Pe 16 mai 2017, Halsey a sugerat prin intermediul contului său Twitter că albumul va fi însoțit de o serie de videoclipuri muzicale conectate.

## Single-uri
Principalul single al albumului, "Now or Never", a fost lansat pe 4 aprilie 2017, împreună cu precomanda acestuia. În aceeași zi, videoclipul muzical al cântecului, co-regizat de Halsey cu Sing J Lee, a fost lansat. Single-ul a debutat la numărul 50 in US Billboard Hot 100. A devenit primul ei single ca artist principal care ajunge in top 40 și primul ei dupa "Closer". Cântecul a atins punctul 17.
"Bad at Love" a fost anunțată de Halsey pe contul său Twitter ca următorul single de pe album. Ea a atins cea mai mare pozitie a sa la numărul 5 în Statele Unite, făcând single-ul cea mai apreciata piesă solo, până când Without Me a ajuns la numărul 1 în ianuarie 2019.
O versiune remixată a cantecului "Alone" a fost anunțată de Halsey pe Twitter, ca al treilea single al albumului, cu rapperii Big Sean și Stefflon Don. [28] Cântecul a atins de curând numărul 66 pe Billboard Hot 100.

## Single-uri promotionale
Pe data de 4 mai 2017, "Eyes Closed" a fost lansat ca primul single promoțional. 
Pe 26 mai, Halsey a confirmat "Strangers", cu Lauren Jauregui, cel de-al doilea single oficial promoțional. A debutat la numărul 100 in Billboard Hot 100. A devenit cea de-a șasea intrare in top a lui Halsey, iar prima pentru Jauregui, în calitate de artist solo.

## Vizualizari
Pe data de 4 aprilie 2019:
| Titlul       | Views       | Lansare (Youtube) |
| Now or Never | 56.006.881  | 4 apr. 2017       |
| Bad at Love  | 228.724.730 | 30 aug. 2017      |
| Sorry        | 44.769.876  | 2 feb. 2018       |
| Alone        | 45.285.085  | 6 apr. 2018       |
| Strangers    | 23.708.890  | 20 iun. 2018      |

## Track listing
| Standard edition | Standard edition                        | Standard edition                                                                    | Standard edition                            | Standard edition |
| No.              | Titlu                                   | Autori                                                                              | Producatori                                 | Durata           |
| ---------------- | --------------------------------------- | ----------------------------------------------------------------------------------- | ------------------------------------------- | ---------------- |
| 1.               | "The Prologue"                          | - Ashley Frangipane - Peder Losnegård - Chris Braide                                | - Lido                                      | 1:47             |
| 2.               | "100 Letters"                           | - Frangipane - Eric Frederic                                                        | - Ricky Reed                                | 3:29             |
| 3.               | "Eyes Closed"                           | - Frangipane - Abel Tesfaye - Benjamin Levin - Nathan Perez - Magnus August Høiberg | - Benny Blanco - Happy Perez - Cashmere Cat | 3:22             |
| 4.               | "Alone"                                 | - Frangipane - Frederic - Dan Wilson - Josh Carter - Anthony Hester                 | - Ricky Reed - Carter                       | 3:25             |
| 5.               | "Now or Never"                          | - Frangipane - Brittany Hazzard - Levin - Perez - Høiberg                           | - Benny Blanco - Cashmere Cat - Happy Perez | 3:34             |
| 6.               | "Sorry"                                 | - Frangipane - Greg Kurstin                                                         | - Kurstin                                   | 3:40             |
| 7.               | "Good Mourning"                         | - Frangipane - Losnegård                                                            | - Lido                                      | 1:07             |
| 8.               | "Lie" (featuring Quavo)                 | - Frangipane - Quavious Marshall - Losnegård                                        | - Lido                                      | 2:29             |
| 9.               | "Walls Could Talk"                      | - Frangipane - Losnegård                                                            | - Lido                                      | 1:41             |
| 10.              | "Bad at Love"                           | - Frangipane - Frederic - Justin Tranter - Rogét Chahayed                           | - Ricky Reed - Chahayed                     | 3:01             |
| 11.              | "Strangers" (featuring Lauren Jauregui) | - Frangipane - Kurstin                                                              | - Kurstin                                   | 3:41             |
| 12.              | "Devil in Me"                           | - Frangipane - Sia Furler - Kurstin                                                 | - Kurstin                                   | 4:09             |
| 13.              | "Hopeless" (featuring Cashmere Cat)     | - Frangipane - Levin - Høiberg - Joshua Coleman                                     | - Benny Blanco - Cashmere Cat               | 3:07             |
| Total length:    | Total length:                           | Total length:                                                                       | Total length:                               | 38:32            |

## Personal
Performeri si muzicieni
- Halsey – vocals
- Quavo – vocals (track 9)
- Lauren Jauregui – vocals (track 13)
- Cashmere Cat – featured artist (track 16), instruments (tracks 3, 5, 16), keyboards (tracks 3, 5, 16)
- Kiara Ana – viola (tracks 1, 8–10)
- Benny Blanco – instruments (tracks 3, 6, 16), keyboards (tracks 3, 6, 16)
- Rogét Chahayed – instruments (track 11)
- Dante Frangipane – spoken word (track 8)
- Ezra Kurstin – voices (track 13)
- Greg Kurstin – drums (tracks 4, 13–15), chitară (tracks 4, 7, 13–14), keyboards (tracks 4, 13–15), mellotron (track 7), piano (tracks 7, 15), chamberlin (track 7), rhodes (track 15)
- Lido – instruments (tracks 1, 8–10, 12), keyboards (tracks 1, 8–10, 12)
- Alexandra McKoy – spoken word (track 8)
- Happy Perez – instruments (tracks 3, 6), chitară (tracks 3, 6)
- Ricky Reed – instruments (tracks 2, 5, 11)
- Starrah – background vocals (track 6)
- Chyrsanthe Tan – violin (tracks 1, 8–10)
- Adrienne Woods – cello (tracks 1, 8–10)

Productie
- Benny Blanco – production (tracks 3, 6, 16), programming (tracks 3, 6, 16)
- Julian Burg – recording (tracks 4, 7, 13–15)
- Josh Carter – co-production (track 5), programming (track 5)
- Cashmere Cat – production (tracks 3, 5, 16), programming (tracks 3, 5, 16)
- Rogét Chahayed – additional production (track 11)
- Chris Gehringer – mastering
- Serban Ghenea – mixing
- Mac Attkinson – recording engineer (tracks 3, 4, 6, 10)
- Amadxus – assistant recording engineer (tracks 3, 15)
- ATM the engineer – assistant recording engineer (track 10)
- John Hanes – engineered for mix
- Seif Hussain – production coordination (tracks 3, 6, 16)
- Greg Kurstin – production (tracks 4, 7, 13–15), recording (tracks 4, 7, 13–15), drum programming (tracks 4, 13–15)
- Lido – production (tracks 1, 8–10, 12), recording (tracks 1, 8–10, 12), programming (tracks 1, 8–10, 12)
- Andrew Luftman – production coordination (tracks 3, 6, 16)
- Alex Pasco – recording (tracks 4, 7, 13–15)
- Happy Perez – production (tracks 3, 6), programming (tracks 3, 6)
- Ricky Reed – production (tracks 2, 5, 11), programming (tracks 2, 5, 11)
- Dave Schwerkolt – recording (tracks 3, 6, 16)
- Ben Sedano – recording (tracks 1, 8–10, 12)
- Sarah Shelton – production coordination (tracks 3, 6, 16)
- Ethan Shumaker – recording (tracks 2, 5, 11)

Design si management
- Jason Aron – management
- Martha Braithwaithe – business affairs
- Ryan Del Vecchio – A&R administration
- David Helfer – business affairs
- Garrett Hilliker – art direction
- Anthony Li – management
- Jeremy Vuernick – A&R
- Brian Ziff – photography

## Tour[edit]
| Tour mondial de Halsey                                                    |                                                                           |
| Album asociat                                                             | Hopeless Fountain Kingdom                                                 |
| Data inceperii                                                            | 29 septembrie 2017                                                        |
| Data incheierii                                                           | 22 septembrie 2018                                                        |
| Legs                                                                      | 7                                                                         |
| No. de show-uri                                                           | 49 in North America 6 in Oceania 4 in Latin America 5 in Asia 7 in Europe |
| Cronologia concertelor lui Halsey                                         |                                                                           |
| - Badlands Tour (2015–16) - Hopeless Fountain Kingdom World Tour(2017–18) |                                                                           |

### Set list
1. "Eyes Closed"
2. "Hold Me Down"
3. "Castle"
4. "Good Mourning"
5. "Heaven in Hiding"
6. "Strangers"
7. "Roman Holiday"
8. "Walls Could Talk"
9. "Bad at Love"
10. "Alone"
11. "Closer"
12. "Sorry"
13. "Angel on Fire"
14. "Lie"
15. "Don't Play"
16. "Ghost"
17. "Is There Somewhere"
18. "Now or Never"
19. "Colors"
20. "Young God"

Incheiere
1. "Gasoline"
2. "Hurricane"

### Shows
| Data                    | Orasul                  | Tara                    | Locatia                                              | Tributul                 | Prezenta                   | Castigurile             |
| Leg 1 – America de Nord | Leg 1 – America de Nord | Leg 1 – America de Nord | Leg 1 – America de Nord                              | Leg 1 – America de Nord  | Leg 1 – America de Nord    | Leg 1 – America de Nord |
| ----------------------- | ----------------------- | ----------------------- | ---------------------------------------------------- | ------------------------ | -------------------------- | ----------------------- |
| 29 septembrie 2017      | Uncasville              | United States           | Mohegan Sun Arena                                    | PartyNextDoor Charli XCX | 5,566 / 5,566              | $484,874                |
| 4 octombrie 2017        | Toronto                 | Canada                  | Air Canada Centre                                    | PartyNextDoor Charli XCX | 7,188 / 7,188              | $369,089                |
| 6 octombrie 2017        | Boston                  | United States           | TD Garden                                            | PartyNextDoor Charli XCX | 7,872 / 8,059              | $387,372                |
| 7 octombrie 2017        | Philadelphia            | United States           | Wells Fargo Center                                   | PartyNextDoor Charli XCX | 7,651 / 8,368              | $354,150                |
| 9 octombrie 2017        | Washington, D.C.        | United States           | Capital One Arena                                    | PartyNextDoor Charli XCX | —                          | —                       |
| 10 octombrie 2017       | Pittsburgh              | United States           | PPG Paints Arena                                     | PartyNextDoor Charli XCX | 5,657 / 7,116              | $237,265                |
| 13 octombrie 2017       | Brooklyn                | United States           | Barclays Center                                      | PartyNextDoor Charli XCX | 8,182 / 9,486              | $528,302                |
| 14 octombrie 2017       | Newark                  | United States           | Prudential Center                                    | PartyNextDoor Charli XCX | 6,697 / 9,008              | $404,945                |
| 17 octombrie 2017       | Charlotte               | United States           | Spectrum Center                                      | PartyNextDoor Charli XCX | 6,282 / 8,966              | $304,600                |
| 19 octombrie 2017       | Duluth                  | United States           | Infinite Energy Arena                                | PartyNextDoor Charli XCX | 6,172 / 6,927              | $359,441                |
| 21 octombrie 2017       | Sunrise                 | United States           | BB&T Center                                          | PartyNextDoor Charli XCX | 7,188 / 7,188              | $321,990                |
| 22 octombrie 2017       | Orlando                 | United States           | Amway Center                                         | PartyNextDoor Charli XCX | 5,485 / 7,827              | $297,028                |
| 25 octombrie 2017       | Houston                 | United States           | Toyota Center                                        | PartyNextDoor Charli XCX | 6,153 / 7,224              | $284,298                |
| 26 octombrie 2017       | Dallas                  | United States           | American Airlines Center                             | PartyNextDoor Charli XCX | 7,414 / 7,414              | $393,809                |
| 27 octombrie 2017       | Austin                  | United States           | Frank Erwin Center                                   | PartyNextDoor Charli XCX | 5,684 / 8,827              | $322,555                |
| 29 octombrie 2017       | Denver                  | United States           | Pepsi Center                                         | PartyNextDoor Charli XCX | 7,726 / 8,300              | $326,171                |
| 31 octombrie 2017       | Phoenix                 | United States           | Talking Stick Resort Arena                           | PartyNextDoor Charli XCX | —                          | —                       |
| 3 noiembrie 2017        | Inglewood               | United States           | The Forum                                            | PartyNextDoor Charli XCX | 9,419 / 10,423             | $433,910                |
| 4 noiembrie 2017        | Anaheim                 | United States           | Honda Center                                         | PartyNextDoor Charli XCX | 9,726 / 13,068             | $475,368                |
| 5 noiembrie 2017        | San Diego               | United States           | Viejas Arena                                         | PartyNextDoor Charli XCX | —                          | —                       |
| 7 noiembrie 2017        | Oakland                 | United States           | Oracle Arena                                         | PartyNextDoor Charli XCX | 6,237 / 6,237              | $366,291                |
| 10 noiembrie 2017       | Seattle                 | United States           | KeyArena                                             | PartyNextDoor Charli XCX | —                          | —                       |
| 11 noiembrie 2017       | Vancouver               | Canada                  | Rogers Arena                                         | Cashmere Cat             | 6,113 / 6,960              | $276,924                |
| 18 noiembrie 2017       | Saint Paul              | United States           | Xcel Energy Center                                   | PartyNextDoor Charli XCX | —                          | —                       |
| 19 noiembrie 2017       | Rosemont                | United States           | Allstate Arena                                       | PartyNextDoor Charli XCX | —                          | —                       |
| 21 noiembrie 2017       | Detroit                 | United States           | Little Caesars Arena                                 | PartyNextDoor Charli XCX | 7,927 / 7,945              | $376,120                |
| 22 noiembrie 2017       | Cleveland               | United States           | Wolstein Center                                      | PartyNextDoor Charli XCX | 5,882 / 5,882              | $300,837                |
| Leg 2 – Oceania         |                         |                         |                                                      |                          |                            |                         |
| 19 aprilie 2018         | Auckland                | New Zealand             | Spark Arena                                          | Kehlani                  | —                          | —                       |
| 21 aprilie 2018         | Melbourne               | Australia               | Margaret Court Arena                                 | Kehlani                  | —                          | —                       |
| 22 aprilie 2018         | Sydney                  | Australia               | Hordern Pavilion                                     | Kehlani                  | 9,239 / 10,671             | $613,165                |
| 24 aprilie 2018         | Perth                   | Australia               | HBF Stadium                                          | Kehlani                  | —                          | —                       |
| 26 aprilie 2018         | Sydney                  | Australia               | Hordern Pavilion                                     | Kehlani                  |                            |                         |
| 27 aprilie 2018         | Brisbane                | Australia               | Riverstage                                           | Kehlani                  | —                          | —                       |
| Leg 3 – America de Nord |                         |                         |                                                      |                          |                            |                         |
| 19 mai 2018             | Gulf Shores             | United States           | Gulf Shores Public Beaches                           | N/A                      | N/A                        | N/A                     |
| 27 mai 2018             | Napa                    | United States           | Napa Valley Expo                                     | N/A                      | N/A                        | N/A                     |
| 2 iunie 2018            | New York City           | United States           | Randall's Island                                     | N/A                      | N/A                        | N/A                     |
| Leg 4 – America Latina  |                         |                         |                                                      |                          |                            |                         |
| 6 iunie 2018            | São Paulo               | Brazil                  | Espaço das Américas                                  | Lauren Jauregui          | —                          | —                       |
| 7 iunie 2018            | Rio de Janeiro          | Brazil                  | Vivo Rio                                             | Lauren Jauregui          | —                          | —                       |
| 9 iunie 2018            | Buenos Aires            | Argentina               | Teatro Gran Rex                                      | Lauren Jauregui          | —                          | —                       |
| 12 iunie 2018           | Santiago                | Chile                   | Teatro Caupolicán                                    | Lauren Jauregui          | —                          | —                       |
| Leg 5 – America de Nord |                         |                         |                                                      |                          |                            |                         |
| 15 iunie 2018           | Mexico City             | Mexico                  | Pepsi Center                                         | Lauren Jauregui          | —                          | —                       |
| 24 iunie 2018           | Heber City              | United States           | River's Edge                                         | N/A                      | N/A                        | N/A                     |
| 29 iunie 2018           | Milwaukee               | United States           | Henry Maier Festival Park                            | N/A                      | N/A                        | N/A                     |
| 6 iulie 2018            | Lansing                 | United States           | Louis Adado Riverfront Park                          | Jessie Reyez             | N/A                        | N/A                     |
| 8 iulie 2018            | Montreal                | Canada                  | M Telus                                              | Sasha Sloan              | 2,254 / 2,254              | $85,944                 |
| 11 iulie 2018           | East Providence         | United States           | Bold Point Pavilion                                  | Jessie Reyez             | —                          | —                       |
| 12 iulie 2018           | Saratoga Springs        | United States           | Saratoga Performing Arts Center                      | Jessie Reyez             | —                          | —                       |
| 14 iulie 2018           | Atlantic City           | United States           | Borgata Event Center                                 | Chelsea Cutler           | —                          | —                       |
| 15 iulie 2018           | Vienna                  | United States           | Wolf Trap National Park for the Performing Arts      | Jessie Reyez             | —                          | —                       |
| 17 iulie 2018           | Indianapolis            | United States           | Farm Bureau Insurance Lawn at White River State Park | Jessie Reyez             | —                          | —                       |
| 18 iulie 2018           | Nashville               | United States           | Ascend Amphitheater                                  | Jessie Reyez             | —                          | —                       |
| 20 iulie 2018           | Rogers                  | United States           | Walmart Arkansas Music Pavilion                      | Jessie Reyez             | —                          | —                       |
| 21 iulie 2018           | Independence            | United States           | Silverstein Eye Centers Arena                        | Jessie Reyez             | —                          | —                       |
| 25 iulie 2018           | Troutdale               | United States           | McMenamins Edgefield                                 | Jessie Reyez             | —                          | —                       |
| 27 iulie 2018           | Mountain View           | United States           | Shoreline Amphitheatre                               | Jessie Reyez             | —                          | —                       |
| 28 iulie 2018           | Las Vegas               | United States           | Pearl Concert Theater                                | Jessie Reyez             | —                          | —                       |
| 30 iulie 2018           | Morrison                | United States           | Red Rocks Amphitheatre                               | 070 Shake                | —                          | —                       |
| 3 august 2018           | Honolulu                | United States           | Blaisdell Arena                                      | Lauren Jauregui          | —                          | —                       |
| Leg 6 – Asia            |                         |                         |                                                      |                          |                            |                         |
| 6 august 2018           | Seoul                   | South Korea             | YES 24 Live Hall                                     | NIKI                     | —                          | —                       |
| 8 august 2018           | Singapore               | Singapore               | The Star Performing Arts Centre                      | NIKI                     | —                          | —                       |
| 10 august 2018          | Manila                  | Philippines             | Kia Theatre                                          | NIKI                     | —                          | —                       |
| 11 august 2018          | Jakarta                 | Indonesia               | Gandaria City                                        | NIKI                     | N/A                        | N/A                     |
| Leg 7 – Europa          |                         |                         |                                                      |                          |                            |                         |
| 17 septembrie 2018      | Madrid                  | Spain                   | La Riviera                                           | Raye                     | —                          | —                       |
| 19 septembrie 2018      | Paris                   | France                  | Olympia                                              | Raye                     | —                          | —                       |
| 20 septembrie 2018      | Brussels                | Belgium                 | Ancienne Belgique                                    | Raye                     | —                          | —                       |
| 22 septembrie 2018      | London                  | England                 | Eventim Apollo                                       | Raye Alma                | —                          | —                       |
| 23 septembrie 2018      | London                  | England                 | Eventim Apollo                                       | Raye Alma                | —                          | —                       |
| 25 septembrie 2018      | Amsterdam               | Netherlands             | AFAS Live                                            | Raye                     | —                          | —                       |
| 26 septembrie 2018      | Berlin                  | Germany                 | Columbiahalle                                        | Raye                     | —                          | —                       |
| Total                   | Total                   | Total                   | Total                                                | Total                    | 157,714 / 189,731 (83.12%) | $8,304,448              |

### Show-uri amanate
| Date              | City     | Country   | Venue                  | Reason                            |
| ----------------- | -------- | --------- | ---------------------- | --------------------------------- |
| 3 octombrie 2017  | Montreal | Canada    | Bell Centre            | Unforeseen production constraints |
| 14 noiembrie 2017 | Calgary  | Canada    | Scotiabank Saddledome  | Family emergency                  |
| 15 noiembrie 2017 | Edmonton | Canada    | Rogers Place           | Family emergency                  |
| 12 august 2018    | Bali     | Indonesia | Potato Head Beach Club | 2018 Lombok earthquake            |